# Cantone di Eauze
Il Cantone di Eauze era una divisione amministrativa dell'arrondissement di Condom.
A seguito della riforma approvata con decreto del 26 febbraio 2014, che ha avuto attuazione dopo le elezioni dipartimentali del 2015, è stato soppresso.

## Composizione
Comprendeva i comuni di:
- Bascous
- Bretagne-d'Armagnac
- Courrensan
- Dému
- Eauze
- Lannepax
- Mourède
- Noulens
- Ramouzens
- Séailles